# Мойшент
Мойшент, Мохенте (валенс. Moixent, ісп. Mogente, офіційна назва Moixent/Mogente) — муніципалітет в Іспанії, у складі автономної спільноти Валенсія, у провінції Валенсія. Населення — 4753 особи (2010).

## Географія
Муніципалітет розташований на відстані близько 310 км на південний схід від Мадрида, 75 км на південний захід від Валенсії.

## Демографія
Динаміка населення (INE ):

## Галерея зображень

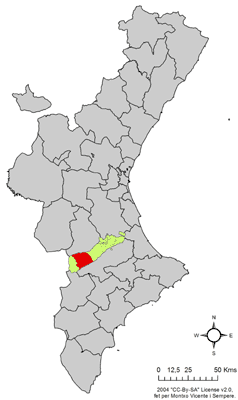
Розташування муніципалітету Мойшент у автономній спільноті Валенсія
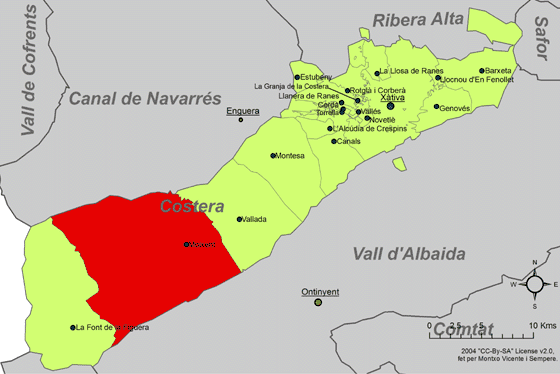
Розташування муніципалітету Мойшент у комарці Ла-Костера